# Витлаци
Витлаци су насељено мјесто у општини Жепче, Босна и Херцеговина.

## Становништво
|         | 2013.        | 1991.         | 1981.         | 1971.         |
| Укупно  | 256 (100,0%) | 339 (100,0%)  | 288 (100,0%)  | 247 (100,0%)  |
| Бошњаци | 190 (74,22%) | 246 (72,57%)1 | 237 (82,29%)1 | 218 (88,26%)1 |
| Хрвати  | 65 (25,39%)  | 91 (26,84%)   | 50 (17,36%)   | 28 (11,34%)   |
| Остали  | 1 (0,391%)   | 2 (0,590%)    | 1 (0,347%)    | 1 (0,405%)    |

1. 1 На пописима од 1971. до 1991. Бошњаци су пописивани углавном као Муслимани.